# Decade
Una dècade, termine derivante dal greco dekás, attraverso il latino decās ("gruppo di dieci", "decina"), in senso temporale è un periodo di dieci giorni. Per estensione, l'espressione antica valeva anche come designazione della paga dei soldati, che veniva distribuita appunto ogni dieci giorni.

## Usi temporali del termine
Benché non presente in alcuni dizionari, il termine è anche usato in luogo di decennio. Si tratta di un uso da sconsigliare, derivante dall'inglese.
Già in uso nel calendario ateniese, dove indicava un terzo del mese, la decade venne in seguito ripresa nel calendario rivoluzionario francese, che diede anche un nome ai 10 giorni che la componevano: primidì, duodì, tridì, quartidì, quintidì, sestidì, settidì, ottidì, nonidì, decadì.
Il termine "decade" è inoltre di uso comune nella terminologia scientifica in italiano, in cui indica un'unità di misura logaritmica, esattamente un fattore dieci. Due decadi corrispondono dunque a un fattore cento, tre ad un fattore mille, e così via. È d'uso comune nei grafici logaritmici, sui cui assi si usano unità che indicano rapporti. In Elettronica e Teoria dei sistemi è d'uso rappresentare spettri e funzioni di trasferimento su grafici bilogaritmici, sul cui asse delle ascisse si trovano le decadi, e in quello delle ordinate i decibel (altra unità logaritmica, per esprimere ampiezze).
Quando ci si riferisce al dominio del suono, le decadi risultano però essere un'unità troppo grande. Convenzionalmente infatti, si considera la banda udibile dagli esseri umani compresa tra 20 Hz e 20 kHz, un intervallo di solo tre decadi. In questi casi si preferisce quindi un'unità più piccola, l'ottava, di derivazione musicale, che indica un fattore due, nonostante il suo nome. Il motivo del numero otto deriva dalla circostanza che, nel nostro sistema temperato occidentale, l'ottava nota di una scala ha frequenza doppia della nota di partenza.